# Valery Gergiev
Valery Gergiev, ou parfois Valeri Abissalovitch Guerguiev (en russe : Валерий Абисалович Гергиев ; en ossète : Гергиты Абисалы фырт Валери, Gergity Abisaly Fyrt Valeri), est un chef d'orchestre russe d'origine ossète, né le 2 mai 1953 à Moscou.
Chef parmi les plus actifs de sa génération, à la fois en Russie (chef principal et directeur artistique du théâtre Mariinsky), et à l’international (collaborations régulières, en tant que chef principal ou invité, avec le Metropolitan Opera de New York, l'Orchestre philharmonique de Rotterdam, de Vienne, de Munich, l'Orchestre symphonique de Londres…), sa carrière est désormais à l'arrêt en Occident depuis son refus de s'exprimer publiquement contre l'invasion de l'Ukraine par la Russie en 2022.

## Biographie
Né dans une famille d'origine ossète, il est élevé à Ordjonikidzé (redevenue depuis 1991 Vladikavkaz) entre ses 3 ans et ses 19 ans. À 14 ans, la mort de son père précipite sa vocation d'artiste,. Il étudie le piano et la direction d'orchestre au conservatoire Rimski-Korsakov de Léningrad (redevenue Saint-Pétersbourg en 1991), où il est profondément marqué par l'enseignement et la personnalité du grand pédagogue de la direction Ilya Moussine,. En 1977, il est remarqué par Herbert von Karajan, qui aurait souhaité le prendre comme assistant, mais les courriers se seraient apparemment perdus dans les méandres bureaucratiques,. Il est finalement recruté par Iouri Temirkanov, en tant que chef d'orchestre assistant au Théâtre Kirov (rebaptisé Théâtre Mariinsky en 1992).
En 1988, Temirkanov est nommé à la tête de l'Orchestre philharmonique de Leningrad, laissant à Gergiev le poste de directeur musical du Mariinsky,. Décidé à redonner à l'institution, qui avait alors sombré dans la routine et faisait face à une situation économique et politique instable, sa splendeur passée, il y investit d'abord à perte ses propres cachets,. En 1998, il est nommé directeur général et fonde une académie pour jeunes chanteurs que dirige sa sœur Larissa Gergieva,.
Il réussit à hisser l'ensemble à un niveau musical internationalement reconnu, comme en témoignent des tournées effectuées dans plus de 45 pays, des enregistrements d'œuvres lyriques et symphoniques russes, dont certains sont considérés comme les plus réussis parmi des enregistrements récents (voir références au paragraphe suivant). Ou encore des productions d'œuvres particulièrement exigeantes du répertoire non-russe, comme Le Ring, Les Troyens, ou La Femme sans ombre, où la distribution est intégralement tenue par la troupe du Théâtre Mariinsky,,.
Dans le courant des années 1990, il obtient le soutien du maire de Saint-Pétersbourg Anatoli Sobtchak et de son premier adjoint Vladimir Poutine pour créer une nouvelle salle de concert (inaugurée en 2006) et un opéra ultra-moderne (le Mariinsky II, inauguré en 2013).
En 1995, il est nommé directeur musical de l'Orchestre philharmonique de Rotterdam, poste qu'il conservera jusqu'en 2008.
À partir de 1997, il est régulièrement invité à diriger l'Orchestre philharmonique de Vienne, avec lequel il donnera plus de 150 concerts, au Musikeverein de Vienne, au Festival de Salzburg, et en tournée sur les cinq continents.
À partir de 1998, il devient « premier chef invité » du Metropolitan Opera de New York. Il y dirige entre autres La Dame de pique (1999), Parsifal (2000), Le Vaisseau fantôme (2000, 2020), Le Rossignol et Œdipus rex (2004), Salomé (2004), La traviata (2004), Eugène Onéguine (2007, 2013), Le Joueur (2008), Boris Goudonov (2010), Iolanta et Le Château de Barbe-Bleue (2015).
En 2007, il succède à Colin Davis à la tête de l'Orchestre symphonique de Londres — tout en conservant son activité au Théâtre Mariinsky. Cette collaboration donne lieu à une importante production discographique, comprenant à la fois de nouvelles versions d'œuvres déjà enregistrées avec d'autres orchestres,, et des nouveautés, notamment un cycle complet Mahler.
En 2015, il succède à Lorin Maazel à la tête de l'Orchestre philharmonique de Munich (le poste était resté vacant après le départ de Maazel en 2014, pour des raisons de santé).
À partir de l'été 2018, il prend également la tête de l'Orchestre du Festival de Verbier, succédant à Charles Dutoit.
Chef hyperactif et omniprésent,, le nombre de ses concerts annuels atteint des records : 143 pour l'année 2016 d'après un décompte vérifiée, et jusqu'à 275 selon une estimation proposée en 2018. Avec comme conséquence des temps de répétition souvent insuffisants, et des prestations de qualité très variable, où des soirées mémorables alternent avec des exécutions routinières, voire carrément bâclées.
En France, il aura dirigé à de nombreuses reprises entre 2003 et 2021, tantôt en tournée avec l'Orchestre du Théâtre Mariinsky,,,,,, l'Orchestre symphonique de Londres,, ou le Philharmonique de Vienne, tantôt en tant que chef invité, à l'Opéra de Paris-Bastille (Otello, Tristan et Isolde et Le Nez en 2005, Lohengrin et Roméo et Juliette de Berlioz en 2007), en concert avec l'Orchestre de Paris,,, ou encore avec l'Orchestre national de France pour le traditionnel Concert de Paris du 14 juillet, en 2017.
En février 2022, Valery Gergiev refuse de condamner publiquement l'invasion de l'Ukraine par la Russie, décidée par Poutine, dont il est notoirement proche. Il est alors déprogrammé de plusieurs salles de concerts prestigieuses telles que Carnegie Hall à New York ou la Scala de Milan, puis congédié de la direction de l'Orchestre philharmonique de Munich le 1er mars 2022, et finalement de tous ses engagements en Occident,,,. En septembre 2022, le Japon annule également ses engagements.
Le chef poursuit depuis son activité en Russie, aussi bien au Théâtre Mariinsky qu'en tournée jusqu'à Vladivostok, et envisage un projet de direction commune des Théâtres Mariinsky (Saint-Pétersbourg) et Bolchoï (Moscou) à la suite de la démission de l'ancien directeur Tugan Sokhiev.

## Style musical et appréciation
Il est impossible de qualifier le style musical de Valery Gergiev de façon globale, tant ses interprétations varient d'un concert ou d'un enregistrement à l'autre.
Les meilleurs jours, Gergiev est considéré comme chef particulièrement charismatique, dont la direction "passionnée", "fougueuse", "électrique", "volcanique", "incandescente", "théâtrale", "magnétique", ou encore "possédée", hypnotise et galvanise les musiciens,,,.
Le violoncelliste Gautier Capuçon déclare ainsi : « Dans ses instants de grâce où il est habité par la musique, Valery Gergiev est presque en transe. On a face à nous un sorcier qui parvient, avec ses mains, à tirer de l’orchestre un son extraordinaire » ». Parmi les musiciens de l'Orchestre symphonique de Londres, le contrebassiste Matt Gibson affirme « Quand il dirige, il y a cet instinct animal qui sort de lui, et ça, vous ne voyez pas en répétitions, vous ne le voyez qu'en concert ». La bassoniste solo Rachel Gough (en) indique : « Nous ne savons pas vraiment ce qu'il va faire dans le spectacle — cela peut varier énormément par rapport à la répétition. Pour moi, c'est une chose positive - c'est créatif. Quelque chose se passe et il s'agit de l'émotion et du sentiment derrière la musique, et pas vraiment des notes, celles-ci n'étant qu'un moyen de parvenir à une fin ». Un flûtiste du LSO raconte, à propos d'une exécution de Petrouchka, avoir vu le chef entrer en courant comme si la fête du conte avait déjà commencé depuis longtemps, et saluer et battre la levée initiale en un seul geste, prenant presque les instrumentistes par surprise : « Tout le monde a été instantanément transporté dans la kermesse russe. C'était haletant, c'était excitant — c'était du théâtre ».
Gergiev s'est d'abord fait connaître en tant que chef d'opéra et spécialiste du répertoire russe. Certains des enregistrements audio et vidéo d'opéras russes réalisés sous sa direction, avec l'orchestre du Mariinski / Kirov, sont considérés comme parmi les plus réussis de l'époque récente, s'agissant d'œuvres de Tchaïkovsky (La dame de pique,,, Iolanta,), Borodine (Le Prince Igor), Moussorgsky (Boris Godounov,), Rimski-Korsakov (La Fiancée du tsar,, Kachtcheï l'immortel,, La légende de la cité invisible de Kitège,, Le conte du tsar Saltan,, Sadko,), Stravinsky (Les Noces,,) Prokofiev (Semyon Kotko,, L'amour des trois oranges,, Le joueur,), Chostakovitch (Le nez,), ou encore Chtchedrine (Le vagabond ensorcelé,, Le gaucher,). Ce à quoi s'ajoutent des captations occasionnelles avec d'autres orchestres (ex: Eugène Onéguine, à New York).
Dans le répertoire symphonique russe et la musique de ballet, de nombreux concerts et enregistrements réalisés avec divers orchestres ont été particulièrement appréciées pour le caractère théâtral, passionné, ou chorégraphique de sa direction. Cela concerne notamment des œuvres de Tchaïkovsky (Symphonies, et plus particulièrement les n° 3 à 6,,,,,,,,,,, La belle au bois dormant,, Casse-noisette,, Roméo et Juliette,, Francesca da Rimini,, ouvertures), Moussorgsky (Tableaux d'une exposition et Une nuit sur le mont Chauve,,,), Borodine (Symphonies,, Dans les steppes de l'Asie centrale,), Balakirev (Tamara,, Islamey,), Glazounov (Concerto pour violon, Concerto pour piano), Rimski-Korsakov (Shéhérazade,), Rachmaninov (Symphonies n°1 et 2,,,, Danses symphoniques,, Le Rocher,), Stravinsky (L'Oiseau de feu,,,,,,, Petrouchka, Le Chant du rossignol,, Symphonie en ut, s), Prokofiev (Roméo et Juliette,,, Symphonies,,,, Concertos pour piano,,,, Concertos pour violon,), Chostakovitch (Symphonies, et plus particulièrement les n° 5, 7, 9, 15,,,,,, Concertos pour piano, pour violoncelle, pour violon,,,), Chtchedrine (Concertos pour piano,,, Concerto pour orchestre n°1,, Le petit cheval bossu,, Diptyque symphonique,, Carmen-Suite), Schnittke (Concerto pour alto), Goubaïdoulina (The Rider on the White Horse, Concerto pour violon), ou encore Tichtchenko (Dante-Symphonie n°1,).
En dehors du répertoire russe, Gergiev a pu également donner des interprétations remarquables d'œuvres de Hector Berlioz (Symphonie fantastique,,, Roméo et Juliette,,, Benvenuto Cellini), Wagner (Tannhäuser,, Lohengrin, Tristan et Isolde,, Le Ring,,, Parsifal,), Verdi (Otello,, La Force du destin,, Requiem,), Liszt (Concerto pour piano n°1,, Les Préludes,), Strauss (Salome,, Elektra,, La femme sans ombre,,, Une vie de héros,), Mahler (Symphonies n°2, 3, 5, 6,,,,,,), Debussy (Le martyre de Saint Sébastien,, La mer), Bartók (Le Château de Barbe-Bleue,, Concerto pour orchestre,, Suite du Mandarin Merveilleux,,, Concertos pour piano,), Szymanowski (Symphonies,,, Stabat Mater, Concertos pour violon,,), Messiaen (L'ascension, Les Offrandes oubliées), Dutilleux (Métaboles, L'arbre des songes).
Mais il peut aussi se montrer extrêmement irrégulier, en concert comme en enregistrement, y compris dans les mêmes œuvres et avec les mêmes orchestres, selon les jours, l'inspiration du moment, ou encore entre le début et la fin d'un même concert,,,. Le chef admet changer fréquemment de choix interprétatif selon son « sentiment au moment du concert », selon l'acoustique de la salle, ou simplement pour « éviter la routine »,, et reconnait que sa propre concentration est l'un des premiers facteurs du succès ou non d'un concert.
De fait, les mêmes commentateurs ont aussi rapporté de nombreuses prestations « routinières », « superficielles », « manquant d'engagement », « en pilotage automatique », « imprécises », « laborieuses », « incohérentes », parfois « monotones », parfois « expédiées » sans raison, voire « d'une médiocrité frappante », chez Tchaikovski, Rachmaninov,, Scriabine, Stravinsky,, Prokofiev, Chostakovitch, Berlioz, Wagner, Mahler, Bartók, Debussy,, Ravel,, ou encore de façon générale. Pointant des répétitions souvent insuffisantes et un manque parfois visible de préparation du chef, certains critiques vont jusqu'à évoquer une attitude "à la limite du je-m'en-foutisme", situation qui semble devenir de plus en plus fréquente avec les années, ou considèrent que sa popularité largement surfaite,.
Concernant son travail réalisé avec l'orchestre et la troupe du Théâtre Mariinsky, certains projets révèlent davantage des limites en termes de style (Rossini,, Donizetti). À l'inverse, dans le répertoire russe, certains commentateurs notent des lectures généralement moins « typées », plus « occidentalisées », à la fois dans l'expression et les sonorités, que celles de chefs de l'époque soviétique.
Enfin, certaines de ses interprétations divisent la critique: une même exécution peut être qualifié de  « théâtrale », « inspirée » ou « engagée », ou au contraire « approximative », « molle »  ou « sans imagination », comme on peut le lire en comparant des comptes-rendus d'enregistrements du Sacre du printemps,, Petrouchka,, Alexandre Nevski,, La Walkyrie,, Symphonie Fantastique,, Symphonies no 4 et 7 de Mahler,,,, Symphonies de Scriabine,.
Sa gestuelle est particulièrement singulière. Certains traits dérivent de l'enseignement d'Ilia Moussine, qui fut entre autres le professeur de direction de Iouri Temirkanov, Semyon Bychkov, Tugan Sokhiev, ou encore Teodor Currentzis. Par exemple, une battue "inversée" (les temps étant marqués vers le haut et non vers le bas), ou l'usage fréquent de mouvements circulaires plutôt qu'angulaires, associés à l'idée de donner un élan à la musique, point auquel Moussine accordait la plus grande importance,.
D'autres aspects sont tout à fait personnels. Le plus souvent, Gergiev n'emploie pas de baguette, ou se contente d'une baguette de petite taille, voire d'un cure-dents. Ses mains et ses doigts semblent virevolter d'une façon difficilement déchiffrable,,,,,, et les bizarreries semblent s'être accentuées avec le temps. Selon certains commentateurs, il préfèrerait diriger à mains nues, mais le fait de tenir quelque chose l'aiderait à limiter des mouvements incontrôlables, et à rendre sa main droite plus lisible. À un journaliste lui demandant s'il pensait avoir un « truc », le chef répond : « Oui, ma gestique est floue, et j’embrouille plus les orchestres que les autres chefs. Comme ils sont embrouillés, les musiciens font plus d’efforts pour s’y retrouver, et cela augmente la tension ! » — « Vous plaisantez? » — « À moitié seulement. »,.
En revanche, il communique intensément par le regard, n'hésitant pas à user d'une « gamme d'expressions de visage que n'importe quel acteur envierait — de la confidence [...] au désir le plus ardent, du ravissement insouciant [...] à la grimace la plus sombre. ». Le chef affirme ainsi : « Il est plus important de regarder les yeux que la baguette : [...] en un regard, on peut régler toutes les questions qui se posent aux musiciens. ».
Un musicien de l'Orchestre symphonique de Londres affirme ainsi : « Nous ne comprenons pas comment il communique. Mais nous savons toujours ce qu'il attend de nous ». Le baryton Jean-Philippe Lafont déclare quant à lui : « Valery Gergiev est un Don Quichotte, un fou génial. Gergiev ne bat pas les temps forts, il bat ce qui n’est pas écrit. Il crée ce qu’on ne lit pas. »
Quant aux sources d'inspiration de ce style parfois décrit comme « sanguin » et « sauvage », le chef affirme avoir été profondément marqué par la nature sauvage lors de son enfance dans les montagnes d'Ossétie : « J’ai fait là des réserves d’énergie toute ma vie, comme si la force brute de la nature coulait désormais dans mes veines. Comme si les fracas que j’entendais alors se retrouvaient en moi, quand, devenu chef d’orchestre, je m’efforçais d’être en osmose avec la musique et d’imaginer des couleurs flamboyantes, des déchaînements titanesques ».

## Nominations et décorations
Il est détenteur d'une multitude de nominations décernées par la Russie, parmi lesquelles le prix de la fédération de Russie pour les Arts et la littérature en 1993 et en 1999, les nominations d'artiste du peuple de Russie en 1996, artiste du peuple d'Ukraine en 2003, artiste du peuple d'Ossétie du Nord-Alanie, citoyen d'honneur de Saint-Pétersbourg en 2007, héros du travail de la fédération de Russie en 2013, prix d'État de la fédération de Russie pour activités humanitaires en 2016, etc. Il fait partie des huit porteurs du drapeau olympique lors de la cérémonie d'ouverture des Jeux olympiques d'hiver de 2014, le 7 février 2014 à Sotchi.
Il est également titulaire de nombreuses décorations honorifiques de pays étrangers : grand officier de l'ordre du Mérite de la République italienne et officier de l'ordre du Mérite de la République fédérale d'Allemagne en 2001, médaille finandaise Pro Mikkeli en 2005, commandeur de l'ordre du Lion de Finlande en 2006, ordre japonais du Soleil Levant en 2006, médaille d'argent du Conseil de la Culture de Valence en 2006, officier de la Légion d'honneur en 2007, médaille Johan van Oldenbarnevelt en 2008, médaille d'or du Mérite pour la Culture Gloria Artis en 2011, etc.
Enfin, il reçoit de nombreux prix musicaux : prix Shostakovich de la Fondation Youri-Bashmet en 1997, prix Polar Music de l'Académie royale de musique de Suède en 2006, prix Herbert von Karajan à Baden-Baden en 2006, prix de la American-Russian Cultural Cooperation Foundation en 2006, prix International Sergei Rachmaninov en 2015, etc.

## Polémiques
En dépit de sa reconnaissance internationale, Valery Gergiev est l'objet de nombreuses critiques du fait de sa proximité avec le président russe Poutine.
En août 2008, en pleine deuxième guerre d'Ossétie du Sud, il dirige un concert à Tskhinvali, précédé d'un discours où il s'exprime ouvertement contre la Géorgie. Il déclarera plus tard que ce concert était un geste de solidarité humanitaire, sans lien avec la politique, à rapprocher du concert qu'il a donné à Tokyo en 2012 au profit des victimes de Fukushima »
En 2014, il fait partie des 511 artistes russes signataires d'une lettre approuvant l'annexion de la Crimée par la Russie en 2014,.
En mai 2016, il dirige un concert dans l'amphithéâtre de la cité antique syrienne de Palmyre avec l'orchestre du théâtre Mariinsky, après que la ville a été reprise à l'État islamique par le gouvernement syrien, avec l'appui par l'armée russe. Concert dédié à la mémoire de victimes de l'État islamique, et destiné d'après le porte-parole du Kremlin à « témoigner de la solidarité des personnalités de la culture avec ceux qui luttent contre les terroristes », mais qualifié par le ministre des affaires étrangères britanniques comme une « tentative de mauvais goût de détourner l'attention des souffrances continues de millions de Syriens ». Gergiev décrit quant à lui ce concert comme étant « avant tout d'un acte de solidarité civile avec les frères et sœurs syriens ».
Le chef a été accusé à plusieurs reprises de soutenir implicitement les lois promulguées par Poutine à l'encontre des droits des homosexuels, notamment lors de manifestations à l'occasion de ses venues à Londres, New York ou Montréal en 2013 et 2017,,, ou encore à l'occasion du traditionnel concert parisien du 14 juillet au Champ-de-Mars, pour lequel le Huffington Post jugeait « délicat » le choix de ce chef « pour représenter la démocratie française ». Une accusation dont le chef s'est toujours défendu :
« Je l'ai dit et je le répète, je n’ai jamais discriminé personne, ni les gays, ni personne, et je ne le ferai jamais. Telle est ma position et notre politique au Mariinski. Il est faux d'affirmer que je soutiens la loi en question, alors que tout mon parcours prouve au contraire que j'ai toujours été en faveur de l'égalité des droits. En tant qu'artiste, j'ai travaillé avec des gens de toutes nationalités, de toutes origines, de toutes religions et quelles que soient leurs orientations sexuelles. Je continuerai à le faire »,,.
Des soupçons circulent sur le fait que des grands industriels (de groupes comme Total ou BP) auraient fait des dons pour son centre de musique et d'opéra en échange de rencontres avec Poutine. Valery Gergiev répond : « Total et BP ont décidé il y a des années d'investir en Russie et font partie des cinq ou six sociétés qui nous ont apporté un soutien financier. On ne peut pas venir exploiter les ressources en gaz ou en pétrole d'un pays et ne rien offrir en contrepartie, par exemple pour l'éducation. Mais imaginer que j'exercerais un chantage ou que je monnaierais des rencontres avec Poutine aboutissant à l'attribution de marchés relève, là encore, du fantasme ».
Il lui a également été reproché, lors de manifestations et via des pétitions, de figurer parmi les membres honoraires du Comité d'enquête de la fédération de Russie (SKR, Sledcom ou Sledkom), institution placée sous l'autorité du président russe lui-même, et soupçonnée de violations des droits de l'homme,,.
La carrière de Gergiev en Occident n'avait pas été jusque là réellement affectée par ces polémiques, mais prend un tournant décisif avec l'invasion de l'Ukraine par la Russie.
Le 24 février 2022, le maire de Milan, Giuseppe Sala, et le directeur de la Scala, Dominique Meyer, appellent le chef d'orchestre à clarifier sa position à propos de l'invasion russe en lui demandant de faire une déclaration plaidant pour une solution pacifique du conflit ; à défaut la présence de Valery Gergiev à Milan pourrait être compromise.
Le lendemain, la direction du Carnegie Hall décide de se séparer du chef, remplacé ipso facto par Yannick Nézet-Séguin. L'Orchestre philharmonique de Vienne édicte la même décision concomitamment. L'Orchestre philharmonique de Rotterdam lui demande également de « prendre ouvertement ses distances avec les actions du président Poutine en Ukraine » ; à défaut, ses prochains concerts avec l’orchestre et le festival Gergiev de septembre seraient annulés.
De même, le maire de Munich, Dieter Reiter, et l'Orchestre philharmonique lui demandent « un signe clair de distanciation vis-à-vis des attaques contre l’Ukraine, contraires au droit international » avant le 28 février, faute de quoi il sera mis fin à la relation contractuelle entre le chef russe et l'orchestre munichois.
Le 28 février 2022, le Verbier Festival a demandé et accepté la démission de Valery Gergiev en tant que directeur musical du Verbier Festival Orchestra.
Le 1er mars 2022, il est congédié de son poste de directeur musical de l'orchestre de Munich, ne s'étant toujours pas prononcé malgré les demandes répétées.
Sont également annulées ses invitations prévues au Metropolitan Opera de New York, aux Festivals de Prague et d'Édimbourg, à la Philharmonie de Paris, au théâtre des Champs-Élysées, et finalement toutes ses invitations en occident,
Le 18 mars 2022, le quotidien suisse Tribune de Genève publie une déclaration du chef qui reste fidèle à la rhétorique du Kremlin : « Nous ne voulons ni Guerre, ni troupes de l'OTAN à nos portes ».
En avril 2022, les journalistes d'investigation Maria Pevchikh et Georgy Alburov, membres de la Fondation anti-corruption FBK opposée au régime de Poutine, mettent en ligne un documentaire accusant le chef de fraudes fiscales et détournements de fonds de sa fondation caritative, qui auraient servi à l'acquisition de biens immobiliers dans plusieurs pays, et dont le montant pour les seules propriétés en Italie s'élèverait à 150 millions d'euros,,.
En septembre 2022, alors que le chef pensait pouvoir compter sur ses soutiens « au Japon, en Corée du Sud et en république populaire de Chine » pour continuer une carrière internationale, le Japon annule également ses engagements.

## Vie privée
Il est marié depuis 1999 avec la musicienne Natalya Dzebisova, et le couple a eu trois enfants: deux fils, Abisal (né en 2000) et Valery (né en 2001) et une fille, Tamara (née en 2003).

## Documentaire
- You cannot start without me de Allan Miller (2009)